# Gwibber
Gwibber(그위버)는 그놈 데스크톱 환경에서 사용되는 마이크로 블로깅 클라이언트이다. GNU GPL 라이선스로 배포된다.
Gwibber는 공식적으로 리눅스를 지원하며, 프로그램은 PyGTK 라이브러리를 사용하여 파이썬으로 작성되었다. Gwibber는 우분투 10.04부터 마이크로 블로깅 클라이언트로 기본적으로 탑재되어 있다.

## 지원하는 플랫폼
Gwibber는 트위터, 페이스북을 비롯한 다수의 마이크로 블로깅 서비스를 지원한다.